# Travelling Mate
Un Travelling Mate es una técnica óptica de composición mate de imágenes usada en la producción de efectos especiales. Cuando un objeto en movimiento en primer término necesita situarse en frente de un fondo filmado aparte, se requiere una máscara opaca que tenga la misma forma y tamaño que el objeto para evitar sobreexposiciones, y debe cambiar de forma, posición y tamaño para cada fotograma posterior de la película, con el fin de acomodar al objeto que se desplaza por el plano .
Desde los primeros días de la historia del cine, los cineastas han buscado vías para combinar de manera convincente, en una única tira de celuloide, imágenes que habían sido rodadas en diferentes momentos y localizaciones. Lo más atractivo para los realizadores era un método que permitiera al actor o elemento moverse con absoluta libertad frente a un fondo que se hubiera rodado aparte. Tal sistema permitiría a los personajes grabados en un estudio aparecer en lugares que estaban al otro lado del mundo, o que sólo existían en pequeñas maquetas construidas por el departamento de efectos especiales.
Producir los dos elementos para ser combinados es un proceso simple. Se puede fotografiar en una tira de metraje el fondo sobre el terreno, y el primer término (normalmente un actor actuando frente a un fondo de estudio en blanco) en otra tira de metraje. Las dificultades surgen cuando se combinan las dos tiras. Si la toma del actor , que aparece en primer término, se sitúa y simplemente se imprime encima de la película del fondo deseado, se producirá una composición en la que el actor aparecerá en ese lugar. Pero debido a la naturaleza transparente de la película de celuloide, el elemento de fondo será visible a través del actor, haciendo que este parezca" fantasmal".

## Concepto
La única manera de combinar los dos elementos de manera convincente es produciendo una imagen de fondo que contenga una área sin exponer del mismo tamaño y forma que el actor en movimiento. Entonces la fotografía del actor puede insertarse en esta área, creando el efecto deseado. Para producir tal combinación de imágenes, se tienen que crear varios elementos adicionales.
Primero, el mate "macho" (a), que es una silueta negra del actor en primer término sobre un fondo transparente. Esta silueta se pone encima del fondo deseado, y las dos imágenes son impresas juntas para crear una tira de película (b) sin revelar que ha sido expuesta al fondo a excepción del área cubierta por el mate "macho". Entonces se ha de copiar la imagen del actor en primer término en el área sin exponer (creada con el mate "macho") de esta tira de película. Esto implica usar un mate "hembra"(c), un opuesto exacto de mate "macho", completamente negro a excepción un área transparente con la forma y tamaño del actor en primer término. El mate "hembra"(c) se pone encima de la película sin revelar que ha sido expuesta al fondo (b), con el área negra cubriendo el fondo expuesto para evitar que reciba más luz durante la segunda exposición, y dejando sin cubrir solo el área que hasta ahora no había sido expuesta (c+b). Entonces, se copia la imagen del actor en primer término en el área sin tapar por el mate "hembra". Cuando se revela la tira, el resultado es una combinación del fondo deseado y el actor en primer término conocida como composite. 
El mate "macho" y el mate "hembra" deben cambiar de forma, posición y tamaño para cada fotograma posterior de la película, ya que el actor irá desplazándose por el plano.

## Proceso de composición
Aunque el principio de composición de los travelling mates es simple, en la práctica es un arte laborioso y preciso que requiere del trabajo de operadores altamente cualificados para conseguir resultados exitosos. Los elementos que son expuestos de manera incorrecta o están desalineados unas décimas de milímetro pueden provocar líneas mates (delgadas líneas negras alrededor de los elementos enmascarados que hacen que parezca que los hayan pegado encima del fondo).  
Uno de los factores más complicados de la impresión óptica es el número de elementos que se requieren para producir la imagen compuesta. Las composiciones de travelling mate que utilizan el proceso de diferenciación de color de pantalla azul constan de tres separaciones de color individuales. Cada una ha de ser imprimida con la cantidad correcta de luz azul, roja o verde. Además, se necesitan los mates "macho" y "hembra" y la placa de fondo. Por lo tanto, se han de combinar cuidadosamente seis tiras de metraje para crear la séptima, la imagen final. Cuando una toma compuesta requiere más de un elemento en travelling mate, por ejemplo, una batalla espacial con varias naves, se pueden llegar a necesitar docenas o incluso centenas de elementos de metraje para imprimir la composición final.

### Un caso ejemplar: Star Wars
El número y la complejidad de los elementos que a veces se necesitan combinar implica que, además de los conocimientos técnicos requeridos para operar la impresora , se necesitan habilidades de administración de primera clase. Durante la producción de La Guerra de las Galaxias (1977), Bert Terreri fue contratado para realizar el seguimiento de todos los elementos ópticos que se utilizaban. "Cuando entré en la película, el cincuenta por ciento de la fotografía de los efectos especiales ya estaba hecha" recuerda Terreri, ahora supervisor de efectos visuales en el estudio de animación Rhytm and Hues. "Habían producido miles de trozos de película y nadie sabía dónde estaban todos. Empleé seis meses rastreando todas esas tiras diferentes de celuloide y preparándolas para que la impresora óptica pudiera unirlas".
Además de identificar y etiquetar los diversos elementos, el administrador óptico supervisa su preparación y las instrucciones que han de darse al operador de la impresora (una tarea llamada alineación). "El personal de alineación planificaba el proceso de composición",explica Terreri. "Ellos miraban todas las tomas que se iban a combinar  y a alinear, para saber qué iba con que, y en que orden debían ensamblarse.Verificaron que todos los mates coincidieran y que ningún elemento se superpusiera. Entonces se limpiaban todos los trozos de película y se daban a los operarios de la impresora, con una hoja de alineación que indicaba exactamente cómo se iba a combinar cada pieza de película, que tipo de filtros tenían que usarse y etcétera. Una sola toma podía implicar cientos de trozos de película, era una pesadilla logística, y el más mínimo error podía arruinar cientos de horas de trabajo."

### Tomas estáticas y en movimiento
Para que una toma compuesta resulte exitosa, sus elementos individuales, filmados en sitios y momentos distintos, deben aparecer y encajar como un todo unificado. Una de las claves del éxito de la toma es el movimiento relativo de los elementos individuales. Por ejemplo, si un elemento , como una miniatura de un castillo, se compone con un paisaje real de fondo, el más mínimo movimiento del elemento del castillo hará que parezca deslizarse sobre su entorno, rompiendo la ilusión.
Los elementos que son usados para composición se filman habitualmente con cámaras "bloqueadas" para evitar cualquier movimiento, o con cámaras con control de movimiento, para replicar el mismo movimiento de cámara cuando se graba cada elemento por separado. Sin embargo, a los operadores de la impresora a veces se les presentan dos películas que contienen imágenes cuyos movimientos no tienen relación entre sí y que deben estar trabadas juntas para producir una composición convincente. En estos casos, se ha de hacer un seguimiento de los movimientos exactos de una de las imágenes, para que el otro elemento pueda moverse fotograma a fotograma para que coincidan durante la impresión óptica.
Fantasy II Film Effects, una de las pocas casas de efectos de Hollywood que sigue usando regularmente impresoras ópticas, además de sus instalaciones digitales, ha lidiado con algunas tomas de seguimiento particularmente difícil. "Una de las tomas de seguimiento más difíciles que hemos hecho fue para Drácula de Bram Stoker (1992)" dice el propietario de Fantasy II, Gene Warren. "Había una secuencia en que el carruaje que llevaba a Keanu Reeves se aproximaba al castillo de Drácula, y Keanu tenía que mirar por la ventana del carruaje y ver unas grandes llamas azules en la distancia. Desafortunadamente, la cámara que se utilizó en esta toma estaba montada en el carruaje, y la imagen botaba continuamente. De alguna manera tuvimos que componer una toma constante de unas llamas azules en un plano que se movía de forma bastante dramática."
Warren comenzó estudiando la película de fondo para encontrar un elemento que pudiera usar de marcador del seguimiento. "La toma se rodó de noche y era muy oscura, pero encontré un pequeño guijarro a lo lejos que recibía luz. Este fue el punto que utilicé para considerar el movimiento de la toma." Warren midió la posición del guijarro cada cinco fotogramas durante la toma de 55 fotogramas para identificar los movimientos generales de la cámara. Estos movimientos fueron traducidos en coordenadas norte, sur, este, y oeste, y el elemento de la llama era desplazado en consecuencia cada 5 fotogramas durante la primera prueba de impresión óptica. Las composiciones de prueba fueron impresas en película en blanco y negro, que se revela más rápidamente, y fueron estudiadas en una moviola. "Estudié cuidadosamente cada prueba, y para cada fotograma anoté si las llamas debían ir un poco más hacia el norte, al sur, al este o al oeste, en relación al guijarro. Repetí esta tarea una y otra vez, refinando los movimientos cada vez un poco más. Finalmente tienes que ver la película proyectada en una pantalla grande, porque mirando la película en una pequeña moviola no puedes percibir pequeños movimientos,¡pero en la pantalla grande, la llama todavía podría parecer que se mueve 30 centímetros de izquierda a derecha!"
Warren finalmente hizo 35 tomas de prueba en blanco y negro antes de que los elementos de las llamas pareciera que estuviesen situados en la escena de fondo. Entonces la toma fue compuesta en color, y 2 semanas de trabajo resultaron en 2 segundos de imágenes mezcladas convincentemente.

### Refinado de la composición
Una vez que las pruebas se han llevado a cabo, para garantizar que los elementos que se están imprimiendo realmente encajen, se tiene que refinar el aspecto final de la composición. Esto implica que el color de los distintos elementos encaje perfectamente. 
Gene Warren tiene mucha experiencia en hacer coincidir diferentes elementos. "Compusimos ópticamente las tomas de la secuencia de la batalla inicial de Terminator 2 (1991)" ,explica Warren. "Estas tomas eran combinaciones de paisajes en miniatura con maquetas de tanques y máquinas aéreas y de tomas de acción real con personas combatiendo. Tanto los elementos en miniatura como los de escala real tenían fuego, explosiones y ráfagas láser estallando. Nuestra tarea era encajar los elementos, de modo que cuando una gran bola de fuego estallaba en un elemento, la calidad de la luz en otro elemento de la toma cambiaba en respuesta, como si el fuego estuviera arrojando su luz a esa parte de la escena".
Dado que cada elemento que se combina normalmente existe como tres separaciones de color en blanco y negro, cada una puede tener diferentes cantidades de luz de color añadida durante la impresión, cambiando las características de la imagen final. "Cada fotograma de estas tomas tuvo que manipularse para hacer que la luz de la acción en vivo coincidiera con la de las maquetas, o que la de las maquetas coincidiera con la de la acción en vivo", explica Warren. "A veces cambiábamos ligeramente el enfoque en los elementos o cortábamos pequeños filtros para alterar la luz que llegaba a un área pequeña de la película. A veces, el color de un elemento tenía que modificarse de manera tan minuciosa que incluso el filtro más sutil era demasiado, y teníamos que imprimir una toma a media exposición con el filtro dentro, rebobinar y exponerlo de nuevo sin filtro. La cantidad de trabajo que implica en hacer tomas como estas es inmensa, y cuando el director lo ve y pide que una esquina sea un poco más verde, ¡tienes que volver atrás y hacerlo todo de nuevo!".